# Kåtören (vid Södra Vallgrund, Korsholm)
Kåtören är en del av en ö i Finland.   Den ligger i den ekonomiska regionen  Vasa  och landskapet Österbotten, i den västra delen av landet, 400 km nordväst om huvudstaden Helsingfors.